# Éditions Verticales
 (août 2024).
 (avril 2023).
Il peut être nécessaire de l'améliorer pour respecter le principe de neutralité de point de vue. Veuillez consulter la page de discussion pour plus de détails.

Les éditions Verticales sont une marque d'édition française fondée par Bernard Wallet en 1997 et co-dirigée depuis 2008 par Jeanne Guyon et Yves Pagès au sein des éditions Gallimard.

## Historique

### Fondation (1997-1999)
La société Éditions Verticales est immatriculée le 31 décembre 1996 avec ses bureaux au 93, rue Vieille-du-Temple. Les deux premiers auteurs publiés en mars 1997, Yves Pagès (avec Prières d’exhumer) et Christophe Claro (avec Livre XIX), deviennent par la suite de proches collaborateurs de la maison d'édition. Yves Pagès, embauché comme assistant en janvier 1998, y occupe un rôle éditorial ; Claro y travaille de façon plus épisodique à titre de correcteur et de lecteur. Les années fondatrices du début sous la houlette des éditions Slatkine ont mis en avant le désir d’éclectisme de Bernard Wallet qui a entamé sa carrière d’éditeur « généraliste » chez Denoël. La fiction française contemporaine prédomine alors, avec de nombreux écrivains suisses, belges ou québécois et surtout une forte proportion de découvertes. La société sera radiée le 24 octobre 2003 et prendra le statut de collection de la société Le Seuil (qui depuis l’origine assurait déjà sa diffusion).

### Éditions du Seuil (2000-2005)
Au sein des éditions du Seuil, de février 2000 à mars 2005, Verticales se concentre sur la littérature française contemporaine, avec en moyenne quatre premiers romans (ou récits) par an. 
En marge de cette production fictionnelle, Verticales continue d’accueillir quelques essais et documents ainsi que des livres illustrés. Cette diversification change de nature en octobre 2002 avec la création d’une collection d’inédits au format semi-poche intitulée « Minimales ».

### Éditions Gallimard (2005-2009)
Au sein des éditions Gallimard, le rythme de parution se stabilise autour d’une quinzaine de titres par an jusqu’en 2009. Cette nouvelle étape est marquée par l’arrivée d’auteurs extérieurs, des rééditions, des découvertes, mais aussi les succès publics. 
Fin 2008, le fondateur de la maison, Bernard Wallet, prend sa retraite. Antoine Gallimard confie alors la direction littéraire à Yves Pagès et Jeanne Guyon. La maison conserve chez Gallimard une liberté éditoriale marquée par la volonté de décloisonner.

### Évolution en 2009-2016
Le binôme éditorial, toujours secondé par ses lecteurs extérieurs et stagiaires, poursuit le travail avec les auteurs des douze premières années et la prospection de nouveaux écrivains. Entre 2009 et 2016, Verticales garde sa politique éditoriale de départ : la mise en lumière de premiers romans.
Depuis 2008, chaque rentrée littéraire (de septembre et de janvier) donne lieu à des lectures d’auteurs, sets musicaux et diaporama dans une salle de concert.

## Modèle économique
Les éditions Verticales, fondées en mars 1997, ont d’abord été financées et administrées par l’éditeur suisse Slatkine. En novembre 1999, Le Seuil acquiert la société, le fonds et reconduit Bernard Wallet et Yves Pagès, rejoints l’année suivante par Jeanne Guyon.
Au printemps 2005, tous trois quittent Le Seuil/La Martinière et rejoignent les éditions Gallimard. En décembre de la même année, le rachat des éditions Verticales devient effectif. Bernard Wallet en assume la direction jusqu’à son départ à la retraite fin 2008. Depuis 2008, elles sont sous la direction littéraire conjointe de Jeanne Guyon et Yves Pagès. Verticales a donc toujours eu un statut de « collection » chez ses trois actionnaires successifs.